# دی‌متیل سولفوکسید
دی‌متیل سولفواکسید(DMSO ) (به انگلیسی: Dimethyl sulfoxide) یک ترکیب شیمیایی با شناسه پاب‌کم ۶۷۹ است. شکل ظاهری این ترکیب، مایع بی‌رنگ است.و یک حلال آپروتیک قطبی محسوب میشود.